# Ljus avenboksguldmal
Ljus avenboksguldmal (Phyllonorycter tenerellus) är en fjärilsart som först beskrevs av De Joannis 1915.  Ljus avenboksguldmal ingår i släktet guldmalar, och familjen styltmalar. Arten är reproducerande i Sverige.